# Борис Вардев
Борис Стефанов Вардев е български политик, пряк потомък на хаджи Никола Вардев, който през 50-те години на 19 век, заедно със Стоян Табаков, открива първата книжарница в град София на Златарската чаршия. Двамата книжари са и съратници на Васил Левски, като от негово име организират таен комитет на територията на Софийска област. Те се включват в борбата за национално освобождение основно разнасяйки бунтовното слово чрез печатна литература сред по-будните българи. По-късно Стоян Табаков е обесен за тази си дейност.
В средата на 2001 г. е учредител на Национално движение Симеон Втори (НДСВ) и един от създателите и главен секретар на Младежко НДСВ (от 2001 до 2003 година), а от ноември 2003 до 2007 г. – на Либерална младежка асамблея на НДСВ.
На Третия редовен конгрес на ЛМА Борис Вардев е избран за председател на младежката структура на НДСВ (от 2007 до 2010 година).
От 2010 година е председател на ЛМА като независима неправителствена организация, пълноправен член на LYMEC (европейската либерална младеж) и IFLRY (МО на либералния интернационал).
На втория конгрес на НДСВ е избран за член на Националния съвет на Национално движение Симеон Втори (до 2009 година).
През 2003 г. е кандидат за общински съветник на град София, а на парламентарните избори 2005 г. – за народен представител за Стара Загора от листата на Национално движение Симеон Втори.
От 2002 до 2005 г. е съветник по въпросите на младежката политика на министъра на младежта и спорта Васил Иванов-Лучано. През юли 2005 г. е назначен за изпълнителен директор на ИА „Международни младежки програми“, където остава до септември 2005 г., когато министерството е преобразувано в Държавна агенция за младежта и спорта.
От 2002 до 2005 г. работи в Министерство на културата, първоначално като политически съветник, а впоследствие, от януари 2003, и като Парламентарен секретар на Министъра на културата.
От края на 2005 г. е нещатен експерт към председателя на Комисията за децата, младежта и спорта към XL народно събрание.
От началото на 2006 г. е член на „Съвета на 100-те“ към лидера на НДСВ Симеон II. Там е координатор на екипа, разработващ политиките в област „Младежта, децата и спорта“.
От януари 2007 г. е назначен за сътрудник на министъра на отбраната Веселин Близнаков. Борис Вардев е един от експертите, написали закона за „Военните паметници“, приет от Народното събрание за пръв път след 50 години. От май 2008 до юни 2009 г. е съветник на министъра на отбраната Николай Цонев. През цялото време от 2002 – 2005 г. е член на програмния комитет на програмата на европейската комисия „Младеж“ за България, а от 2003 г. е член на Научно-консултативния съвет по въпросите на младежката политика към министъра на младежта и спорта с председател проф. Петър-Емил Митев.
Борис Вардев е един от българските експерти, работили по „Бялата книга“ на Европейската комисия и учредител на европейската мрежа на младежките домове под егидата на Съвета на Европа.
През 2008 и 2009 г. е представител на „Либералния политологичен институт“ в Управителния съвет на Европейската мрежа на политическите фондации – EnoP. Мрежата обединява всички политически фондации и институти в Европа.
Член е на клуб „Бъдещи млади лидери“ и „Генерация 21“ към Фондация „Фридрих Еберт“.
Учредява през 2003 година заедно с група известни културни дейци от град Самоков и млади ентусиасти народно читалище „Младост“ – гр. Самоков, член на настоятелството на същото. Секретар е на клуб „Един Завет“ към Съюза на царските офицери и родолюбивото запасно войнство до 2009 година.